# Windsor Davies
Windsor Davies (28 de agosto de 1930 – 17 de enero de 2019) fue un actor británico, recordado principalmente por su papel del Sargento Mayor Williams en la sitcom It Ain't Half Hot Mum (1974–1981). 

## Biografía
Nacido en Canning Town, un distrito de Londres (Inglaterra), en una familia de origen galés, Davies estudió en la Ogmore School. Trabajó en sus inicios como minero del carbón, y cumplió el servicio militar en Libia y Egipto dentro del Regimiento East Surrey entre 1950 y 1952. Tras formarse como maestro en el Bangor Normal College, enseñó inglés y matemáticas en Leek y en una escuela en Elephant and Castle, al sur de Londres.
Davies actuó en representaciones teatrales para aficionados, y siguió un curso sobre drama con una compañía teatral de Kew. Se hizo actor profesional a los 31 años, y empezó a trabajar como tal en Cheltenham.
Su papel del Sargento Mayor Williams Davies en It Ain't Half Hot Mum (1974–1981) se basó en individuos a los que había conocido durante su servicio militar. Davies y su compañero de reparto Don Estelle tuvieron un gran éxito en el Reino Unido con una versión semicómica de la canción "Whispering Grass" en 1975.
Otros de sus papeles televisivos fueron el del marinero Taffy en la serie de la BBC The Onedin Line (1971), el de detective en Callan (1972) y el de Oliver Smallbridge en Never the Twain (1981–1991), donde actuó con Donald Sinden. También para la televisión, en 1967 intervino en el episodio de la serie Doctor Who The Evil of the Daleks, con el papel de Toby, y dio voz al Sargento Major Zero en la producción de 1983 Gerry Anderson y Christopher Burr Terrahawks.
En septiembre y octubre de 1985 fue George Vance en la serie en seis episodios de BBC Two The New Statesman, basada en la obra de Douglas Watkinson. Colin Blakely había encarnado a Vance en un episodio piloto emitido en diciembre de 1984. Otra de sus series fue Oh, Doctor Beeching!, escrita por David Croft y Richard Spendlove, en la que encarnó a Lord Mayor en un episodio emitido en 1997.
En el cine, Davies tuvo papeles destacados en dos cintas de la serie Carry On, Carry On Behind (1975) y Carry On England (1976). Además, fue un sargento en Adolf Hitler: My Part in His Downfall (1973), con Jim Dale y Spike Milligan. En 1989 volvió a ser el Sargento Mayor Williams en un film de entrenamiento de la Royal Air Force, Hazardous Ops.
La personal voz de Davies pudo escucharse en comerciales de las marcas Pink Batts, Wispa, Heinz Curried Beans y Mitre 10.
En los años 1970 leyó una edición del programa de BBC Radio 4 Morning Story, y también narró el audiolibro de Ladybird Books La isla del tesoro. También cantó y dio voz a muchos personajes en el film de Paul McCartney Rupert and the Frog Song en 1984, y ese mismo año actuó en la película infantil Gabrielle and the Doodleman interpretando a tres personajes.
En 1957 se casó con Eluned Lynne Evans, con la que tuvo cuatro hijas y un hijo. Ella falleció en septiembre de 2018, y Windsor Davies cuatro meses después, en 2019, a los 88 años de edad.

## Filmografía (selección)
- 1962 : The Pot Carriers
- 1964 : Murder Most Foul
- 1965 : The Alphabet Murders
- 1965 : Arabesque
- 1966 : The Family Way
- 1966 : Drop Dead Darling
- 1968 : Assignment K
- 1968 : Hammerhead
- 1969 : Frankenstein Must Be Destroyed
- 1969-1971 : The Mind of Mr. J.G. Reeder (serie TV)
- 1971 : Clinic Exclusive
- 1972 : Endless Night
- 1973 : Adolf Hitler: My Part in His Downfall
- 1974 : Soft Beds, Hard Battles
- 1975 : Mister Quilp
- 1975 : Carry On Behind
- 1976 : Confessions of a Driving Instructor
- 1976 : Carry On England
- 1976 : Not Now, Comrade
- 1978 : Grand Slam
- 1978 : The Playbirds
- 1984 : Gabrielle and the Doodleman
- 1985 : Rupert and the Frog Song (corto de animación)
- 1991 : Old Scores (telefilm)
- 1993 : The Thief and the Cobbler
- 1995 : The Wind in the Willows (telefilm)